# Горин, Василий Яковлевич
Васи́лий Я́ковлевич Го́рин (9 января 1922, с. Бессоновка, Курская губерния — 4 апреля 2014, с. Бессоновка, Белгородская область) — организатор колхозного производства, председатель ордена Трудового Красного Знамени колхоза имени Фрунзе Белгородской области, дважды Герой Социалистического Труда (1971, 1985), почётный гражданин Белгородской области.

## Биография
Родился 9 января 1922 года в селе Бессоновка Белгородского уезда Курской губернии (ныне Белгородского района, Белгородская область) в семье кузнеца.
После окончания средней школы поступил в Харьковское военно-медицинское училище, которое окончил летом 1941 года.
Участник Великой Отечественной войны, сражался на Западном и Калининском фронтах. После ранения попал в плен, а когда лагерь освободили, продолжал службу в Красной Армии в качестве фельдшера.
В декабре 1945 года демобилизовался и работал заведующим Черемошанским, а затем Краснооктябрьским, Бессоновским фельдшерско-акушерскими пунктами. Принимал активнейшее участие в работе сельсоветов. Член КПСС с 1958 года.
В 1959 году был избран председателем колхоза имени Фрунзе, объединившего несколько мелких, почти по всем показателям отстающих сельхозартелей. Всего за несколько лет колхоз имени Фрунзе стал флагманом в Центрально-Чернозёмном регионе, а затем и во всей РСФСР среди хозяйств, производящих мясо.
Чтобы успешнее работать, бывший военфельдшер окончил Корочанский совхоз-техникум и получил диплом агронома-полевода.
Жил и работал в Бессоновке. Скончался 4 апреля 2014 года на 93-м году жизни. Похоронен 5 апреля у мемориального комплекса «Летящие журавли» в Бессоновке.

## Награды
- Герой Социалистического Труда (Указ Президиума Верховного Совета СССР от 8 апреля 1971, орден Ленина и медаль «Серп и Молот») — за успехи, достигнутые в выполнении заданий пятилетнего плана и достижение выдающихся результатов в развитии сельского хозяйства
- Герой Социалистического Труда (Указ Президиума Верховного Совета СССР от 2 апреля 1985, орден Ленина и медаль «Серп и Молот») — за выдающиеся успехи, достигнутые в развитии сельскохозяйственного производства, досрочное выполнение планов одиннадцатой пятилетки по производству и продаже государству продуктов сельского хозяйства
- Орден «За заслуги перед Отечеством» II степени (9 декабря 2006) — за выдающийся вклад в развитие агропромышленного комплекса и многолетний добросовестный труд[1]
- Орден «За заслуги перед Отечеством» III степени (7 июня 1996) — за заслуги перед государством, успехи, достигнутые в труде[2]
- Орден «За заслуги перед Отечеством» IV степени (29 апреля 2011) — за большой вклад в развитие сельского хозяйства и многолетний добросовестный труд[3]
- Орден Почёта (15 января 2004) — за большой вклад в социально-экономическое развитие Белгородской области и многолетний добросовестный труд [4]
- Орден Ленина (1965) — за достигнутые высокие показатели в сельскохозяйственном производстве
- Орден Октябрьской Революции (1981)
- Орден Трудового Красного Знамени (1976)
- Два ордена Отечественной войны II степени (в том числе, 11 марта 1985)
- Медаль «В ознаменование 100-летия со дня рождения Владимира Ильича Ленина» (1970)
- Медаль «За победу над Германией в Великой Отечественной войне 1941—1945 гг.» (1946)
- Медаль «Двадцать лет победы в Великой Отечественной войне 1941—1945 гг.» (1966 год)
- Медаль «Тридцать лет Победы в Великой Отечественной войне 1941—1945 гг.»
- Юбилейная медаль «Сорок лет Победы в Великой Отечественной войне 1941—1945 гг.»
- Юбилейная медаль «50 лет Победы в Великой Отечественной войне 1941—1945 гг.»
- Юбилейная медаль «60 лет Победы в Великой Отечественной войне 1941—1945 гг.»
- Юбилейная медаль «65 лет Победы в Великой Отечественной войне 1941—1945 гг.»
- Юбилейная медаль «50 лет Вооружённых Сил СССР»
- Юбилейная медаль «60 лет Вооружённых Сил СССР»
- Юбилейная медаль «70 лет Вооружённых Сил СССР»
- Заслуженный работник сельского хозяйства Российской Федерации (29 декабря 1994) — за заслуги в научной деятельности [5]
- Медаль «За вклад в развитие агропромышленного комплекса» I степени (2007)
- Национальная премия имени Столыпина «Аграрная элита России»
- Лауреат премии имени А. Н. Косыгина
- Золотая медаль ВДНХ (1996)
- Почётный доктор экономических наук Всероссийского научно-исследовательского института экономики сельского хозяйства
- Почётный профессор Белгородской государственной сельскохозяйственной академии
- Отличник народного просвещения СССР и РСФСР
- Почётный гражданин Белгородской области
- Почётный гражданин Белгородского района
- Почётный гражданин Бессоновского сельского поселения
- Медаль «За заслуги перед землёй Белгородской» I степени (2003)
- В ноябре 2001 года учёным советом Московской сельскохозяйственной академии имени Тимирязева В. Я. Горину присвоено звание «Почётный профессор академии»[6].

 Поощрения Президента и Правительства Российской Федерации 
- Благодарность Президента Российской Федерации (14 января 2002) — за заслуги в области сельского хозяйства, высокие производственные показатели и многолетний добросовестный труд[7]

## Память
- На центральной площади села Бессоновка в честь дважды Героя Социалистического Труда В. Я. Горина установлен бронзовый бюст.
- С 9 января 2002 года ежегодно в Белгородской области вручаются памятный знак и премия имени В. Я. Горина за достижения в области сельского хозяйства[8][9].
- День рождения Василия Горина с 2003 года является государственным праздником Белгородской области. [источник не указан 977 дней]
- Белгородский государственный аграрный университет назван в честь Василия Яковлевича Горина http://www.bsaa.edu.ru/